# Cascos Bell
Este artículo trata sobre cascos; véase también Laboratorios Bell.

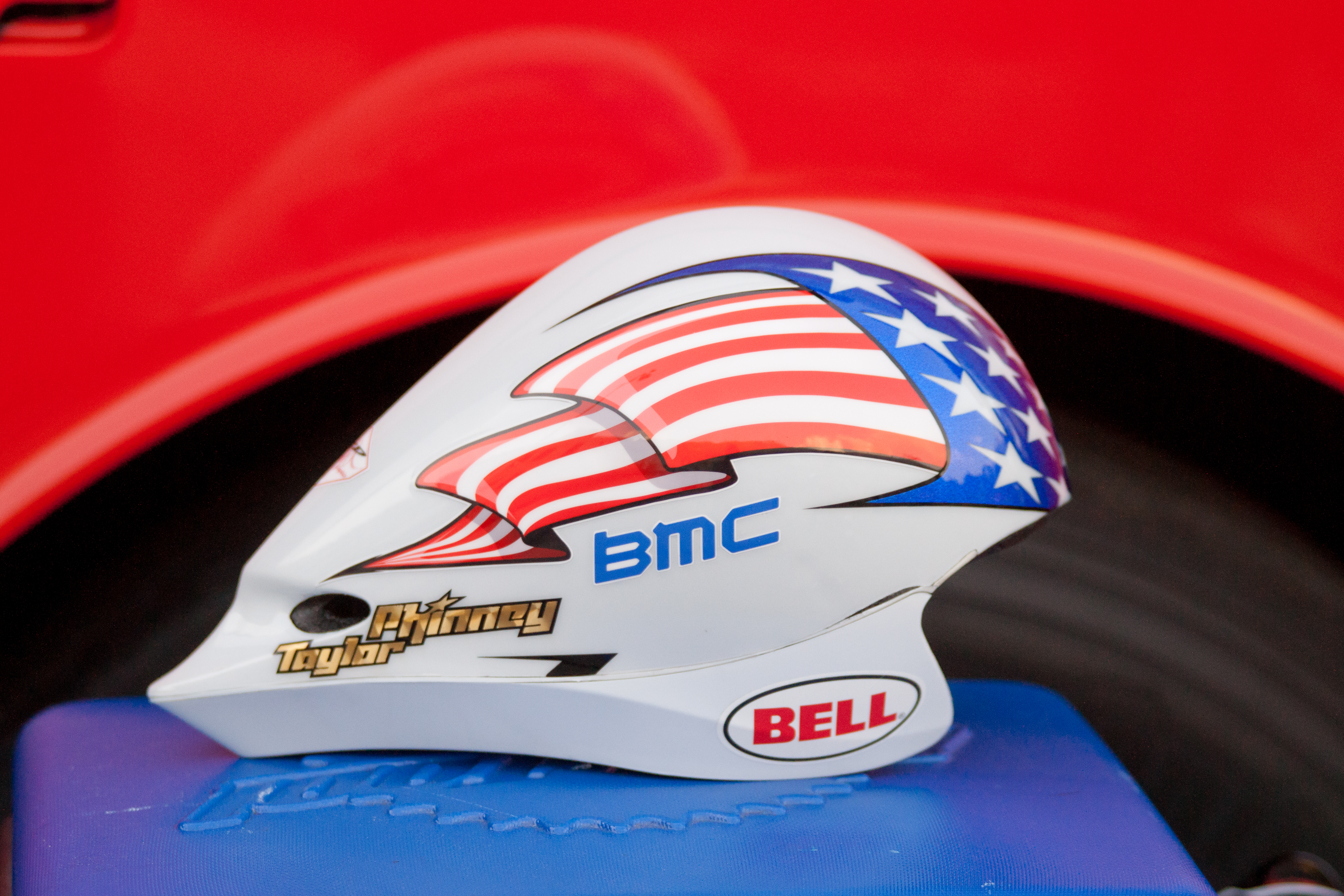
Casco Bell, portado por Taylor Phinney, en 2011

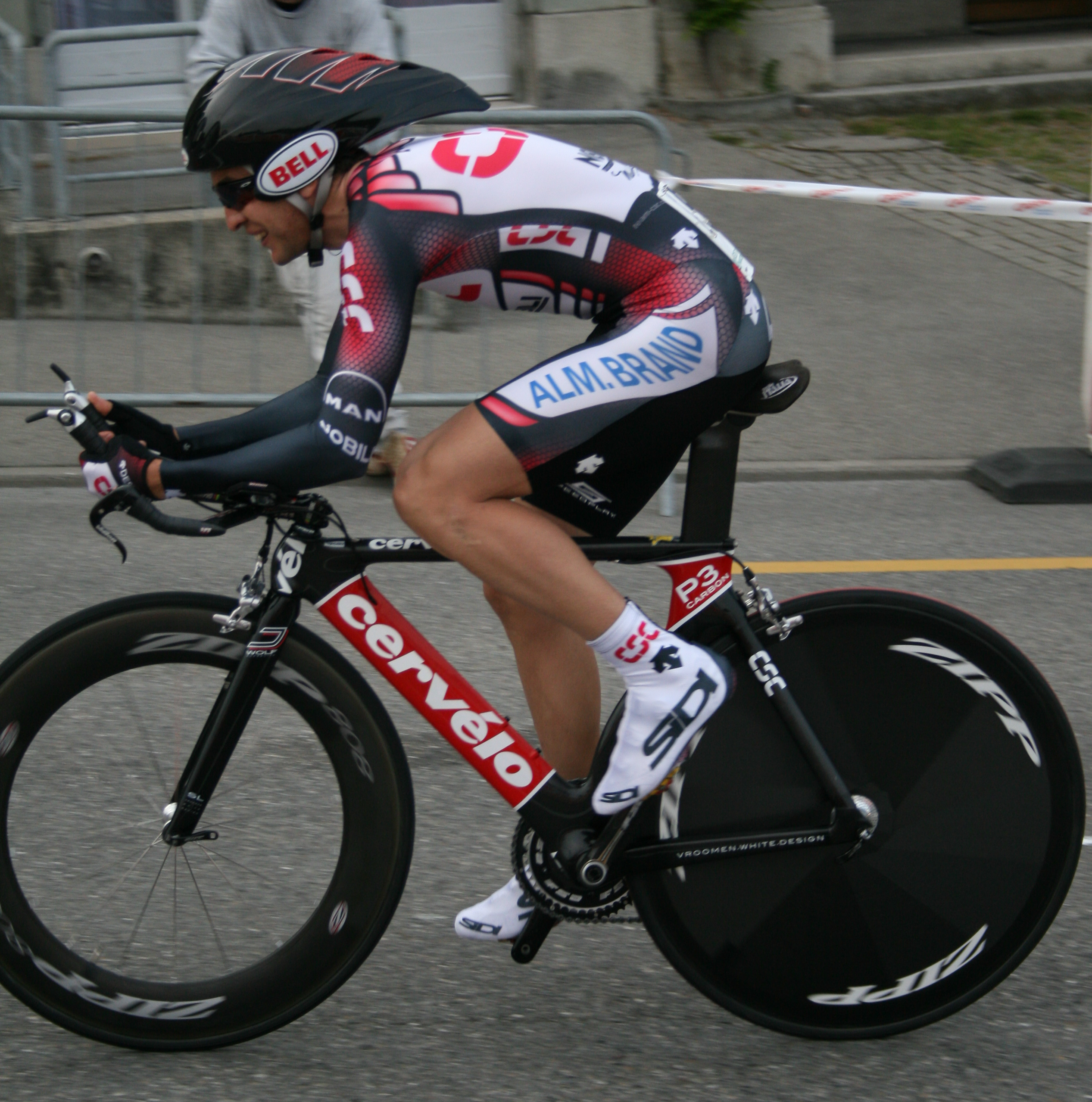
Carlos Sastre luciendo un casco Bell

Bell Sports, conocidos como cascos Bell, es una división de Easton-Bell Sports, es un fabricante estadounidense de cascos para ciclismo, automovilismo, y motociclismo. Easton-Bell Sports también es dueño del casco de fútbol americano Riddell y marcas casco de ciclismo Giro.
La marca de cascos Bell fue pionera en la creación de prendas de seguridad para deportes de velocidad. Creada en 1923 por George Wight, Bell comenzó como un almacén pequeño de piezas de auto en Bell (California), un suburbio de Los Ángeles. Creciendo bajo para dirección benévola de Roy Richter, Bell llegó a ser líder en equipamiento de seguridad para competiciones de automóvil, motociclismo y ciclismo y paso de ser una empresa unipersonal a un imperio multimillonario.
Bell Racing tiene su sede en Rantoul, Illinois, con instalaciones de fabricación en un parque industrial que antes era la base aérea de Chanute. Bell Racing Europe, una compañía independiente que utiliza la marca de Bell bajo licencia, tiene su sede en Saintes, cerca de Bruselas, Bélgica.

## Cronología Bell Sports
- 1933: Roy Richter graduado de secundaria va a trabajar para George Wright como fabricante del patrón. Roy decide competir con auto, conduciendo el modelo T de su amigo.

Roy Richter construye el Bell especial, un pequeño coche de carreras réplica de los «Betsy» (de la época) que construyó de piezas encontradas en el almacén de Bell. Era el primero de muchos coches Richter de carreras, construidos y que él utilizó en carreras de competición contra autos profesionales. Mientras que Roy demostraba su talento como corredor, él realizaba lo que llamaba diseñar y construir coches y productos de competición.
- 1937: De 1937 a 1941 es la edad de oro de los coches de carreras de Richter.

Los coches construidos por Richter ganan los numerosos campeonatos, centenares de carreras y baten récords de pista incontables en los varios equipos que compiten con ellos.
- 1945: El 2 de julio de 1945, Roy Richter compra «Bell Auto Parts» para ello vende su coche e invierte los ahorros de su vida que eran en total 1000 dólares.

- 1946: En un accidente compitiendo muere su antiguo amigo Sueco, Lindskog. Es el segundo amigo cercano de Roy que muere mientras compite. Roy crea una comisión para hacer que los productos de competición sean más seguros.

- 1949: Los primeros ensayos nacionales de velocidad se llevan a cabo en las llanuras del Gran Lago Salado de Bonneville, Utah. Bell está allí con un camión de piezas de repuesto y de una carpa grande para proporcionar alojamiento a los comentaristas. Fue un éxito total y la carpa sería un accesorio en Bonneville para los siguientes 30 años.

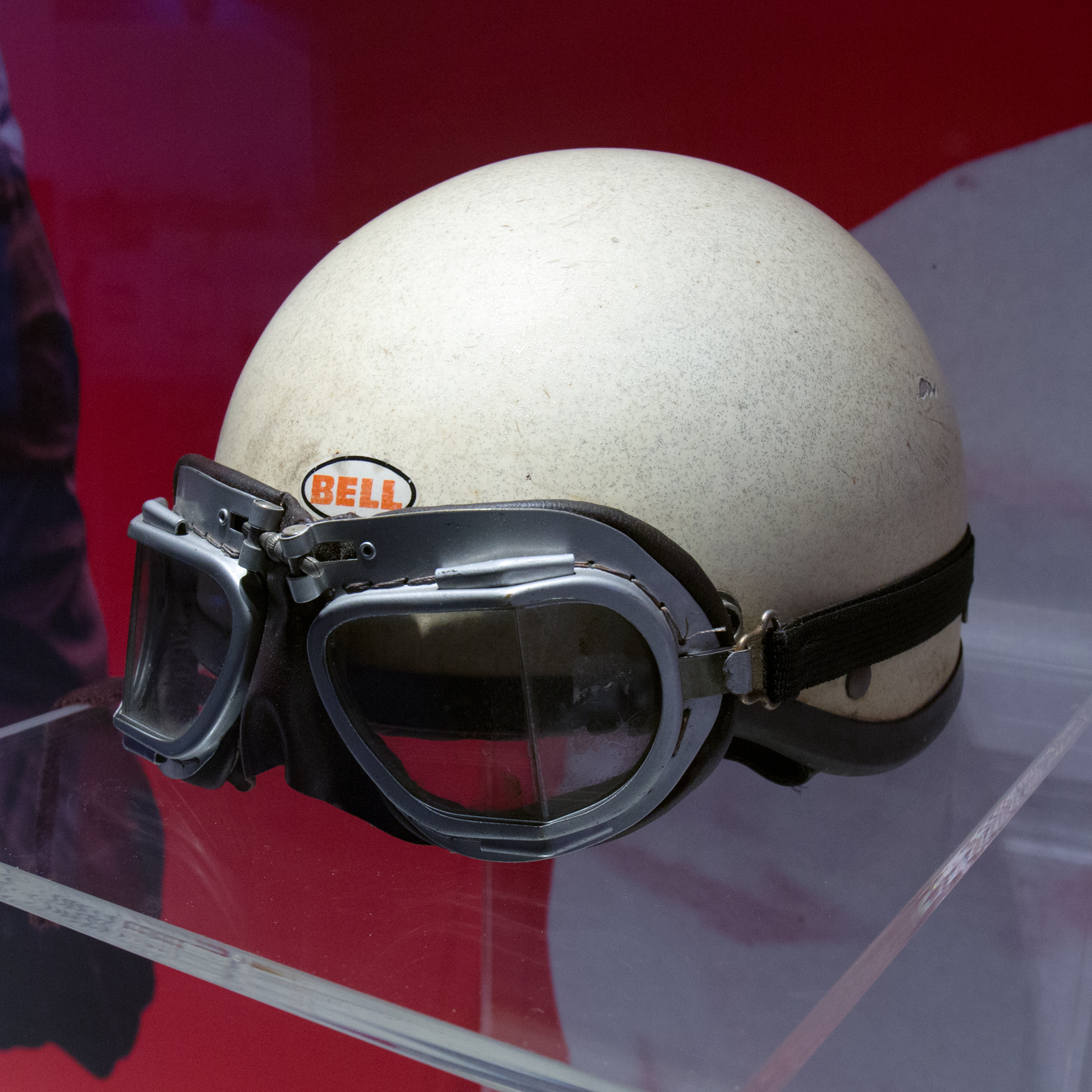
Casco Bell de Fórmula 1 (años 1950), con gafas de carreras

- 1954: Bell comienza a fabricar su primer casco, el 500, en un garaje situado detrás Bell Auto Parts. Varios miembros del equipo de Lincoln, incluyendo en ganador de Indianápolis 500 en 1953 y 1954 Vukovich, usan el casco durante la carrera Pan-Americana cuando corrían en México.

- 1955: Cal Niday se convierte en el primer conductor que usa un casco de Bell en el Indy 500. En la vuelta número 170, Niday se estrella bruscamente contra una pared. Él acredita al casco el salvarle de una lesión más seria.

El departamento del policía de Los Ángeles requiere cascos para sus agentes en motocicleta. Bell sería finalmente el proveedor oficial de cascos de los más de 800 departamentos del policía.
- 1956: Con más ventas de las proyectadas inicialmente la Bell Helmet Company es formada como una división of Bell Auto Parts.

- 1959: Las primeras normas standards son creadas por la Snell Memorial Fundación y Bell llega a ser la primera compañía en pasarlas.

- 1960: Bell consigue ser el proveedor oficial al equipo del esquí de los Estados Unidos.

- 1961: La línea de cascos Bell se amplía a nueve tipos distintos. Además del de automóvil de competición también se ofrecen para hockey, esquí, skydiving, béisbol, balompié, policía y bomberos. El casco del esquí es adaptable para competir en bicicleta.

- 1962: El casco modelo 500-tx es seleccionado por el Museo de Arte Moderno de Nueva York por su excelente diseño. Cuatro modelos de casco Bell están en exhibición continua en el museo.

- 1963: Parnelli Jones triunfa en la Indianápolis 500 usando un Bell y Jim Clark se convierte en primer campeón del mundo que conduce con Bell. La publicidad a la insignia de Bell que fue vista alrededor de todo el mundo, fue incalculable. En esa época el único dinero pagado a los pilotos era como prima a los ganadores - la única manera de conseguir algo, era ganar.

- 1966: Bell desarrolla el primer casco integral para competiciones de motocicletas

- 1968: El 1 de enero de 1968, Evel Knievel choca contra las fuentes del hotel Caesars Palace en las Vegas al intentar sortearlas. Cuando despierta después de 28 días en coma, el agradece a Bell que le salvase la vida.

- 1970: La Fundación SNELL crea la norma standar para cascos de bicicleta. Es tan terminante que solo cascos de motocicleta consiguen pasarla y eso no se consigue hasta 1973 junto con las normas de cascos de esquiar y montar a caballo, llegaron a ser la norma estándar 1970 para prendas protectoras de la cabeza.

## Iniciativas de seguridad pública
Bell Sports tiene una larga historia de contribuir a los programas de seguridad relacionados de la rueda y la bicicleta patrocinada por Safe Kids EE. UU. y en 2004 comenzó a ofrecer «Safe Kids Ready to Roll» kits a las coaliciones Safe Kids USA para ayudarles en la instrucción de la seguridad pública.